# Meister von Tressa

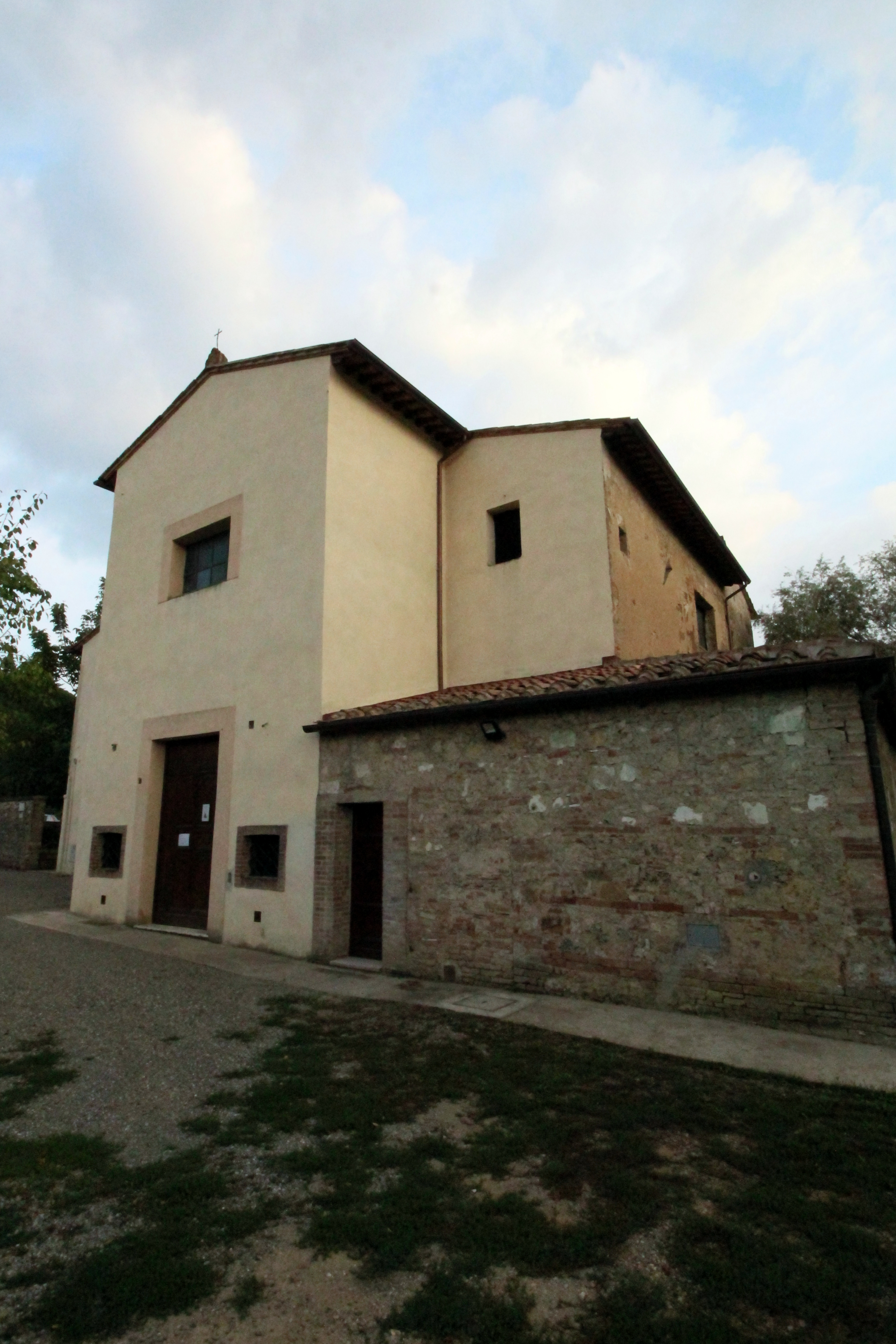
Die notnamensgebende Kirche Santa Maria a Tressa

Mit Meister von Tressa (italienisch Maestro di Tressa) (aktiv von ca. 1215 bis ca. 1240) wird ein namentlich nicht bekannter Maler des Hochmittelalters in Italien bezeichnet.

## Beschreibung
Er erhielt seinen Notnamen nach seinem Werk Madonna col Bambino (Madonna mit Kind) aus der Kirche von Santa Maria a Tressa. Die Kirche liegt auf dem Weg von dem Stadttor Porta San Marco zum Fluss Tressa kurz vor dem Fluss im westlichen Gemeindegebiet von Siena.

## Werke (Auswahl)

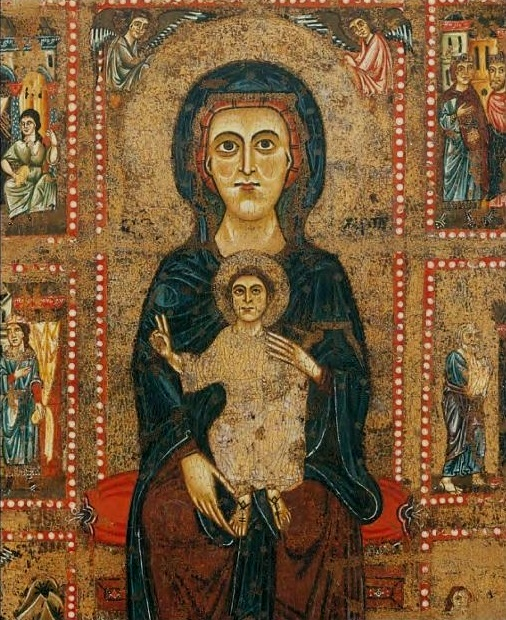
Meister von Tressa: Madonna mit Kind (notnamengebendes Gemälde in der Kirche Santa Maria a Tressa, heute im Museo Diocesano)

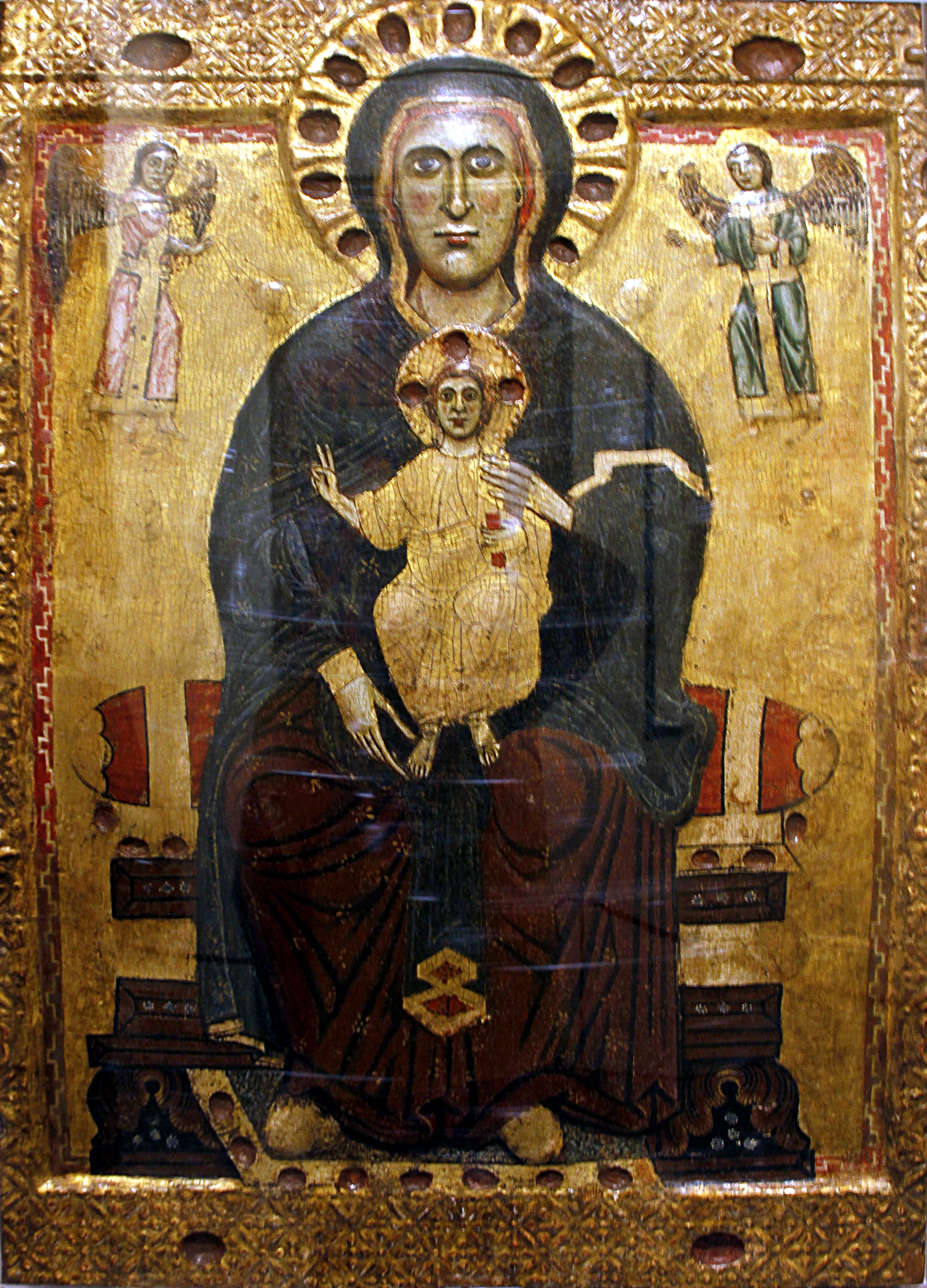
Meister von Tressa: Madonna mit Kind (Madonna dagli occhi grossi), vor 1250

- Madonna di Tressa (auch Madonna col Bambino (Madonna mit Kind)), befindet sich heute im Museo diocesano (ehemals Oratorio della Compagnia di San Bernardino), Piazza San Francesco, Siena (Saal 5).[3]
- Madonna dagli occhi grossi (auch Madonna con Bambino in trono e angeli oder Madonna degli Occhi Grossi), Museo dell’opera del Duomo, Siena. Holzgemälde, 97 × 67, entstand zwischen 1225 und 1250.[4]
- Thronende Madonna mit Kind, Engeln und Heiligen (Madonna in trono,[1] auch Madonna col Bambino tra angeli e i santi Anna e Gioacchino), Collezione Chigi Saracini der Accademia Musicale Chigiana (Salotto del Sassetta, 93 × 52 cm, Holzgemälde), Siena[1][5]
- Segnender Erlöser (Paliotto del Salvatore), Pinacoteca Nazionale di Siena.[6]